# Rhaphium nigribarbatum
Rhaphium nigribarbatum är en tvåvingeart som först beskrevs av Becker 1900.  Rhaphium nigribarbatum ingår i släktet Rhaphium och familjen styltflugor. Arten är reproducerande i Sverige. Inga underarter finns listade i Catalogue of Life.